# Denine
Denine Latanzo, conhecida apenas por Denine, é uma cantora de freestyle, além de ser compositora. Denine é melhor lembrada pela sua canção "All Cried Out" (cover de Lisa Lisa & Cult Jam), que alcançou a posição #72 na Billboard Hot 100. "I Remember You", segundo single da cantora, chegou a posição #16 na Bubbling Under Hot 100 Singles (que equivale a posição #116 na Billboard Hot 100).

## História
Denine começou fazendo backing ground para o projeto T.P.E., na canção "Then Came You", que chegou a posição 91 na Billboard Hot 100. Apenas voltou a lançar singles em 1993. Entre eles, estavam "I Remember You" e "Tearshead", que ficaram populares.
Em 1994, relançou o single de 1991, e em outubro de 1994 lançou seu álbum de estreia, chamado To Be Continued.... Desse álbum saiu o single "All Cried Out", cover de Lisa Lisa & Cult Jam. Essa versão chegou a posição 72 na billboard, sendo a única canção dela a entrar em alguma parada. 
em 1996 lançou o single "Love of a Lifetime", com participação do Collage.
Em 1998 lançou o single "I Believe", logo após ela parou de cantar para se dedicar a sua família.
Em 2011 retornou com a canção "What Happened to Love".

## Discografia

### Álbuns de estúdio
| Ano  | Detalhes do álbum                                                             |
| ---- | ----------------------------------------------------------------------------- |
| 1994 | To Be Continued... - Lançado: Outubro de 1994 - Gravadora: Viper/Metropolitan |